# Carollia
Carollia är ett släkte av fladdermöss som ingår i familjen bladnäsor.

## Beskrivning
Dessa fladdermöss förekommer i Central- och Sydamerika från Mexiko till norra Argentina. De hittas även på olika västindiska öar. Habitatet är beroende på art och varierar mellan skogar och öppna landskap.
Arterna når en kroppslängd (huvud och bål) av 48 till 65 mm och en svanslängd av 3 till 14 mm. De väger 10 till 20 g. Pälsen har vanligen en mörkbrun till gråbrun färg. Hos Carollia perspicillata förekommer även blek orange individer. Carollia skiljer sig från andra bladnäsor i avvikande detaljer av tändernas konstruktion.
Individerna vilar i grottor, bergssprickor, byggnader och liknande gömställen. De bildar där små flockar eller kolonier med några hundra medlemmar. Dessa fladdermöss äter olika frukter samt nektar och mera sällan insekter.
Hos vissa arter av släktet, till exempel Carollia perspicillata, förekommer haremsgrupper med en hane och flera vuxna honor. Parningstiden är beroende på utbredningsområde och dessutom finns populationer med flera parningstider per år. Honan är 28 till 32 dagar dräktig och sedan föds allmänt en unge. Ungen diar sin mor 105 till 125 dagar och den blir efter 1 till 2 år könsmogen. Livslängden är allmänt upp till 10 år och enstaka individer blir 12 år gamla.
IUCN listar alla arter förutom Carollia monohernandezi som livskraftig (LC).

## Taxonomi
Arter enligt Catalogue of Life:
- Carollia brevicauda
- Carollia castanea
- Carollia perspicillata
- Carollia subrufa

Wilson & Reeder (2005) listar ytterligare 2 arter i släktet, Carollia colombiana och Carollia sowelli.
Året 2004 beskrevs två nya arter i släktet, Carollia manu och Carollia monohernandezi. Aret 2006 tillkom med Carollia benkeithi ytterligare en art.